# Béthune sur Nil

Béthune sur Nil est un téléfilm français réalisé par Jérôme Foulon en 2006. 

## Synopsis
Cathy Vaillant (Louise Monot) est une jeune Française, née à Béthune, dans un milieu modeste. Sa vie semble toute tracée et rien ne la prédispose à un destin exceptionnel. Son don pour la danse va tout changer. C'est au Caire, sur les rives du Nil (même si le tournage est effectivement au Maroc), entre l'amitié de Khalil, l'assistance de Farah, et le harcèlement de Zayed, et sur les airs égyptiens modernes et les airs dits classiques, qu'elle s'impose comme la première femme occidentale à maîtriser la danse orientale.
Cette romance s'appuie sur une histoire vraie, celle de Ketty Gourlet, danseuse orientale française qui s'impose en Égypte et devient l'une des danseuses les plus renommées du Caire.

## Fiche technique
- Titre : Béthune sur Nil
- Réalisation : Jérôme Foulon
- Scénario : Didier Lacoste et Jackye Fryszman
- Sociétés de production : France 3, DEMD Productions, Pachli Productions
- Genre : Drame
- Durée : 96 minutes
- Date de diffusion : 12 janvier 2008 sur France 3

## Distribution
- Louise Monot : Cathy Vaillant
- Anne Consigny : Lucette Vaillant
- Aurélien Recoing : Daniel Vaillant
- Hiam Abbass : Farah
- Stéphane Rideau : Eddy Malar
- Hammou Graïa : Zayed
- Mohamed Hicham : Khalil
- Saïda Bekkouche : Zora
- Sarah-Lou Duriez : Jennifer
- Arsène Mosca : Omar